# Al Qadsia (futsal)
Al Qadsia – kuwejcki klub futsalowy z siedzibą w mieście Kuwejt, obecnie występuje w najwyższej klasie rozgrywkowej Kuwejtu. Jest sekcją futsalu w klubie sportowym Al Qadsia SC.

## Sukcesy
- finalista Klubowych Mistrzostw AFC w futsalu (1): 2015
- Mistrzostwo Kuwejtu (2): 2012/13, 2013/14
- Puchar Związku Futsalu Kuwejtu (5): 2010/11, 2011/12, 2013/14, 2014/15, 2015/16
- Superpuchar Kuwejtu (3): 2013, 2014, 2016